# The Houmas
The Houmas, auch bekannt als Burnside Plantation und Houmas House Plantation and Gardens, ist eine ehemalige Plantage in Burnside, Louisiana. Das heutige Hauptgebäude entstand 1840, während die Ursprünge der Plantage bis in das späte 18. Jahrhundert zurückgehen. Das Anwesen beherbergt heute ein Museum und steht seit 1980 im National Register of Historic Places. Bekanntheit erlangte das Hauptgebäude als Drehort für zahlreiche Filme und Fernsehserien, allen voran Wiegenlied für eine Leiche von 1964.

## Geschichte

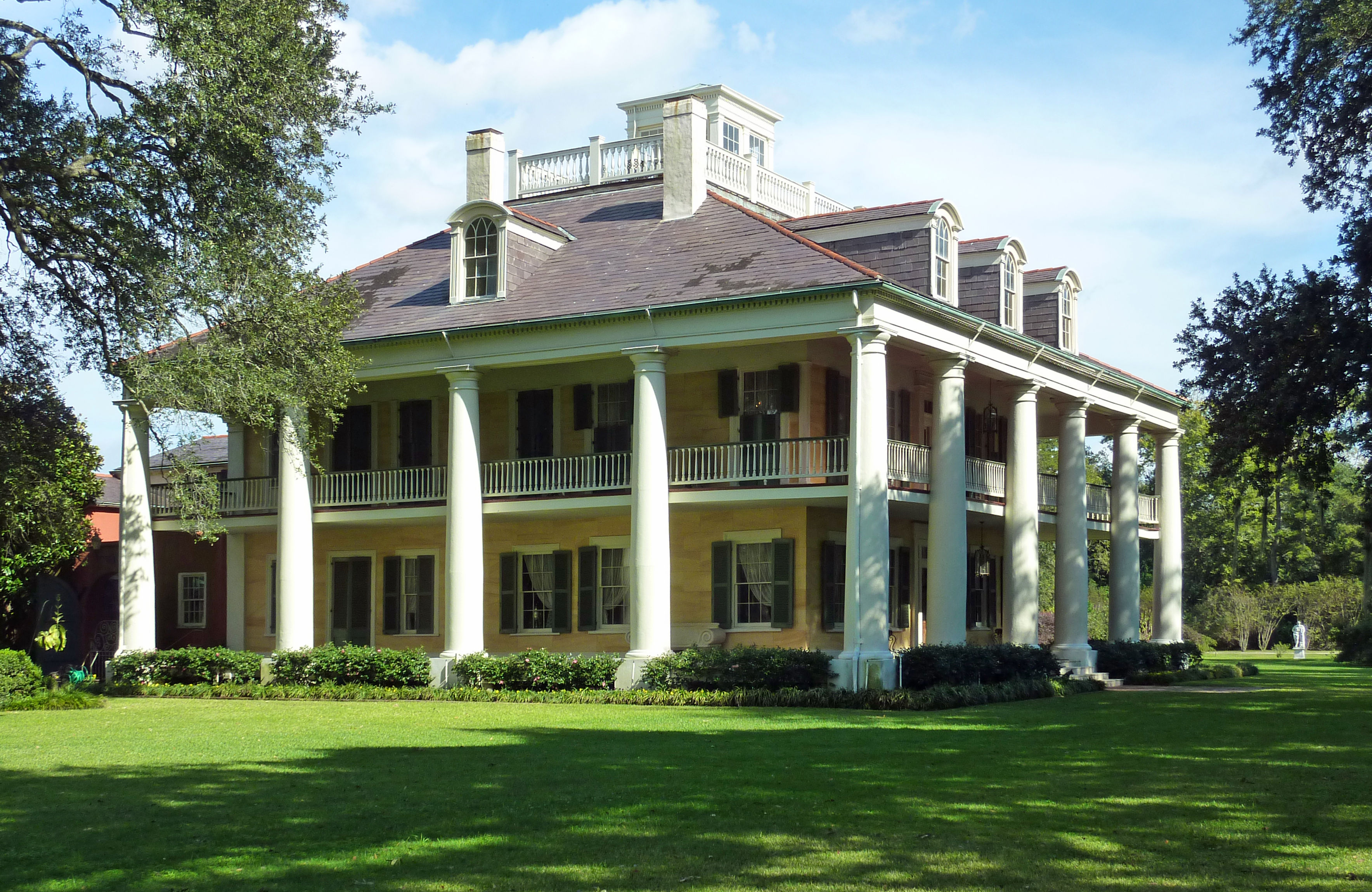
Blick auf das Hauptgebäude (2010)

The Houmas hat seinen Ursprung 1774, als Alexander Latil und Maurice Conway die an der östlichen Seite des Mississippi River lebenden Houma – durch die das Gelände seinen späteren Namen erhielt – enteigneten. Latil ließ sich um 1775 ein Herrenhaus im französischen Kolonialstil errichten und auf dem Gelände Zuckerrohr anbauen.
Durch den Louisiana Purchase 1803 ging The Houmas in den Besitz der US-Regierung über. Kurz darauf wurde es von dem Politiker Daniel Clark gekauft, der das Gelände erweiterte und dort Zuckermühlen errichten ließ. Bekanntheit erlangte The Houmas 1807 als Schauplatz eines Duells zwischen Clark und William C. C. Claiborne, bei dem Claiborne durch eine Schusswunde am Bein verletzt wurde.
1811 ging das Gelände mitsamt allen Sklaven in den Besitz des ehemaligen Generals Wade Hampton I. über, der zu den reichsten Grundbesitzern und größten Sklavenhaltern der südlichen Vereinigten Staaten zählte. Hampton baute die Plantage und das Herrenhaus in den folgenden Jahren für sich und seine Frau weiter aus. 1825 übernahm Hamptons Schwiegersohn The Houmas und ließ dort 1840 das heutige Hauptgebäude errichten.
1857 kaufte der aus Belfast stammende John Burnside das gesamte Gelände mitsamt den Sklaven. Er erweiterte The Houmas in den folgenden Jahren von 4000 auf 4900 Hektar und ließ vier weitere Zuckermühlen errichten. Mit mehr als 800 Sklaven zählte The Houmas nun zu den größten Plantagen in Louisiana.
Während des Sezessionskriegs wurde eine Beschlagnahmung des Geländes zur Unterbringung des Generals Benjamin Franklin Butler in Betracht gezogen. Da diplomatische Konflikte mit dem Vereinigten Königreich Großbritannien und Irland befürchtet wurden (Burnside besaß noch immer die britische Staatsangehörigkeit) verblieb die Plantage jedoch in Privatbesitz.
Nach Burnsides Tod 1881 erbte dessen Freund Oliver Beirne The Houmas. Dieser vermachte es wiederum seinem Schwiegersohn William Porcher Miles. Nachdem Miles 1899 gestorben war, verfiel das Gelände zusehends. Teile des Grundstücks wurden verkauft, wodurch es nun wieder seine ursprüngliche Fläche von 4000 Hektar hatte. Die Mississippiflut 1927 beschädigte die Gebäude auf The Houmas zusätzlich.
Nach vielen Jahren Leerstand ging die ehemalige Plantage in den Besitz von George B. Crozat über, der die Gebäude und die umliegenden Gartenanlagen renovierte. Teile der Ausstattung des Herrenhauses wurden hierbei ersetzt, um auch im Interior einen Federal Style zu kreieren. The Houmas befindet sich bis heute im Privatbesitz und kann als Museum besichtigt werden. Es beherbergt zudem zwei Restaurants und kann für private Veranstaltungen wie Hochzeiten gemietet werden. Seit 1980 steht es als besonders schützenswert im National Register of Historic Places. The Houmas trägt auch den Beinamen Crown jewel of Louisiana’s river road.

## Beschreibung
Mittelpunkt des heutigen Anwesens ist das zweieinhalbstöckige Hauptgebäude, das 1840 im Federal Style erbaut wurde. Ein Merkmal dieses Baus sind die auf drei Seiten errichteten Säulen in Dorischer Ordnung. Zum Gelände gehören zudem ein Garçonnière sowie das ehemalige Hauptgebäude, das aus Backsteinen errichtet ist. Hierbei ist strittig, ob dieser Bau aus den Gründungstagen der Plantage von Alexander Latil stammt oder erst von General Wade Hampton errichtet wurde. Auf The Houmas befinden sich noch mehrere andere Nebenbauten aus Backsteinen aus verschiedenen Epochen. Hierzu gehört eine der ehemaligen Zuckermühlen. Auf dem Gelände gibt es zudem eine große Parkanlage mit einem Teich.

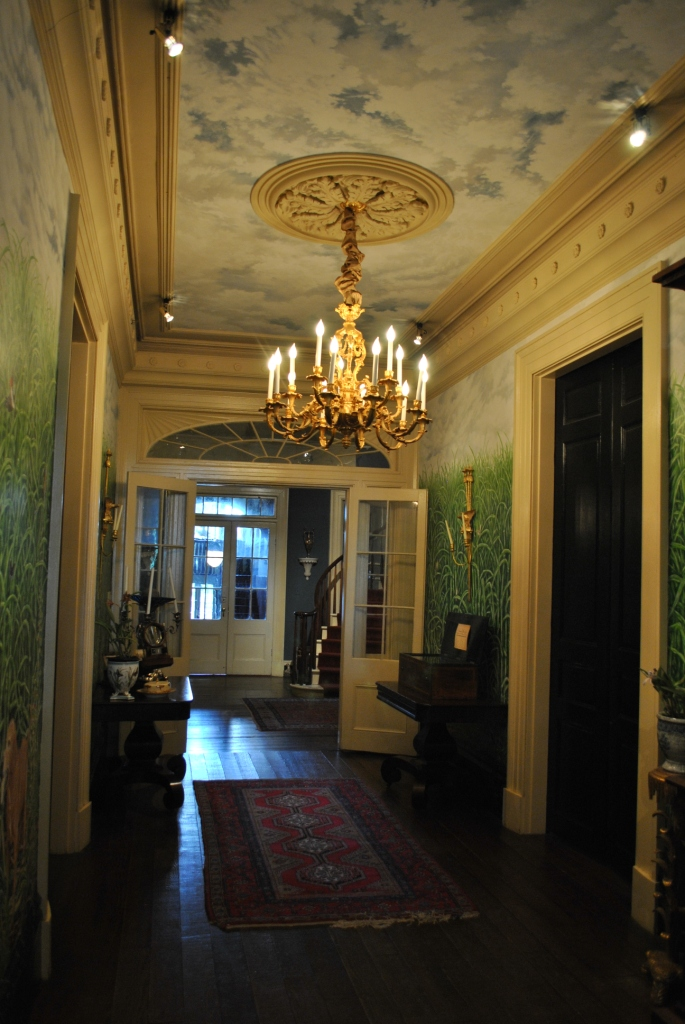
Eingangsbereich des Hauptgebäudes
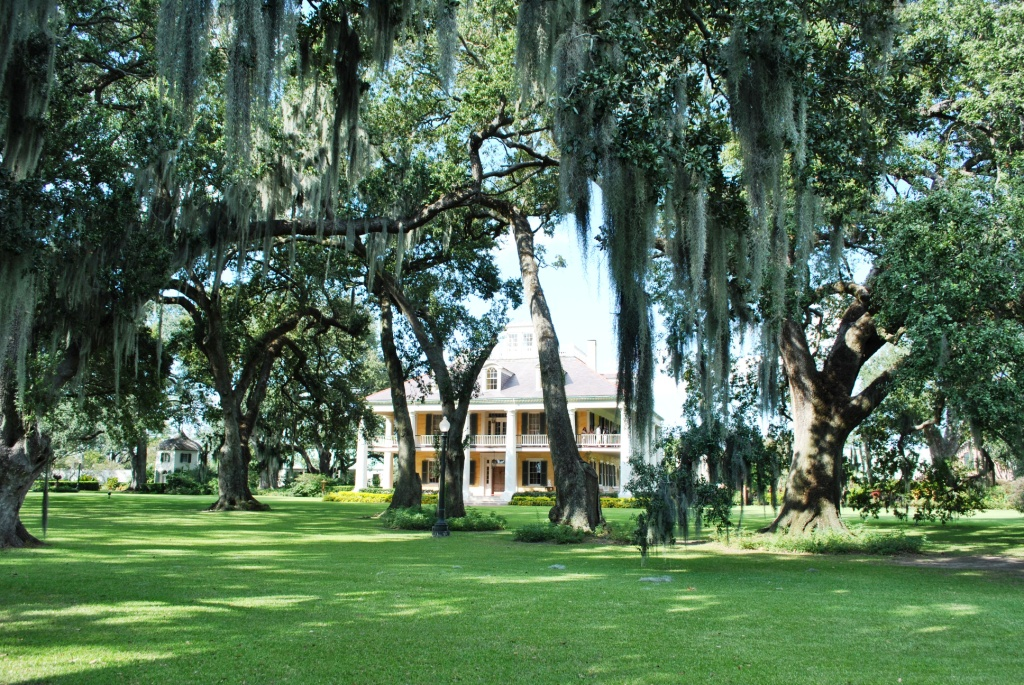
Teile des weitläufigen Geländes von The Houmas
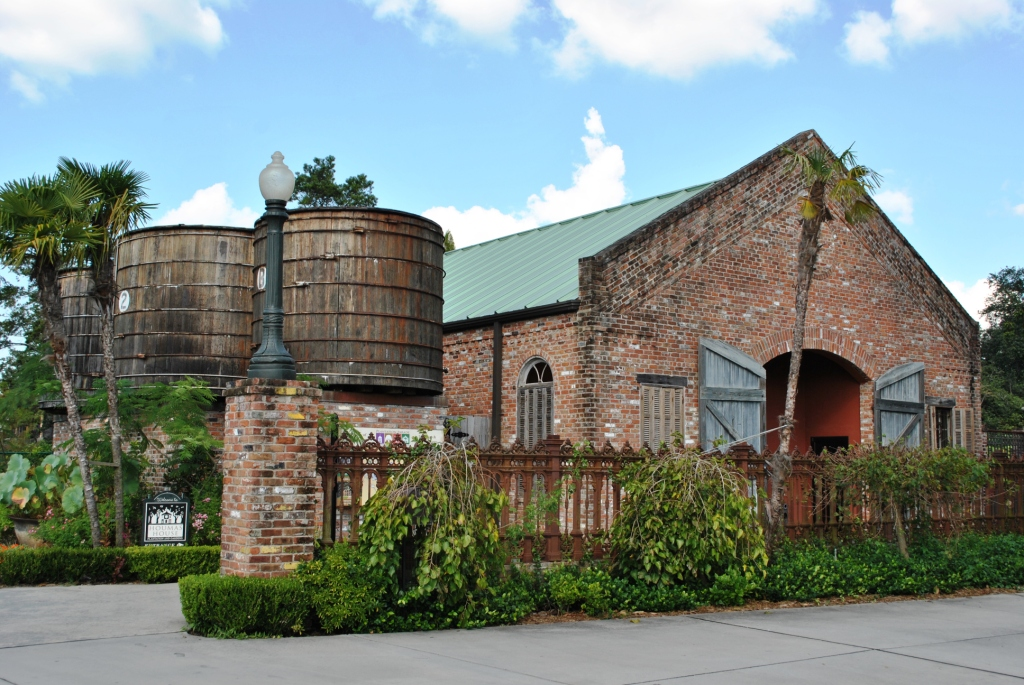
Ehemalige Zuckermühle
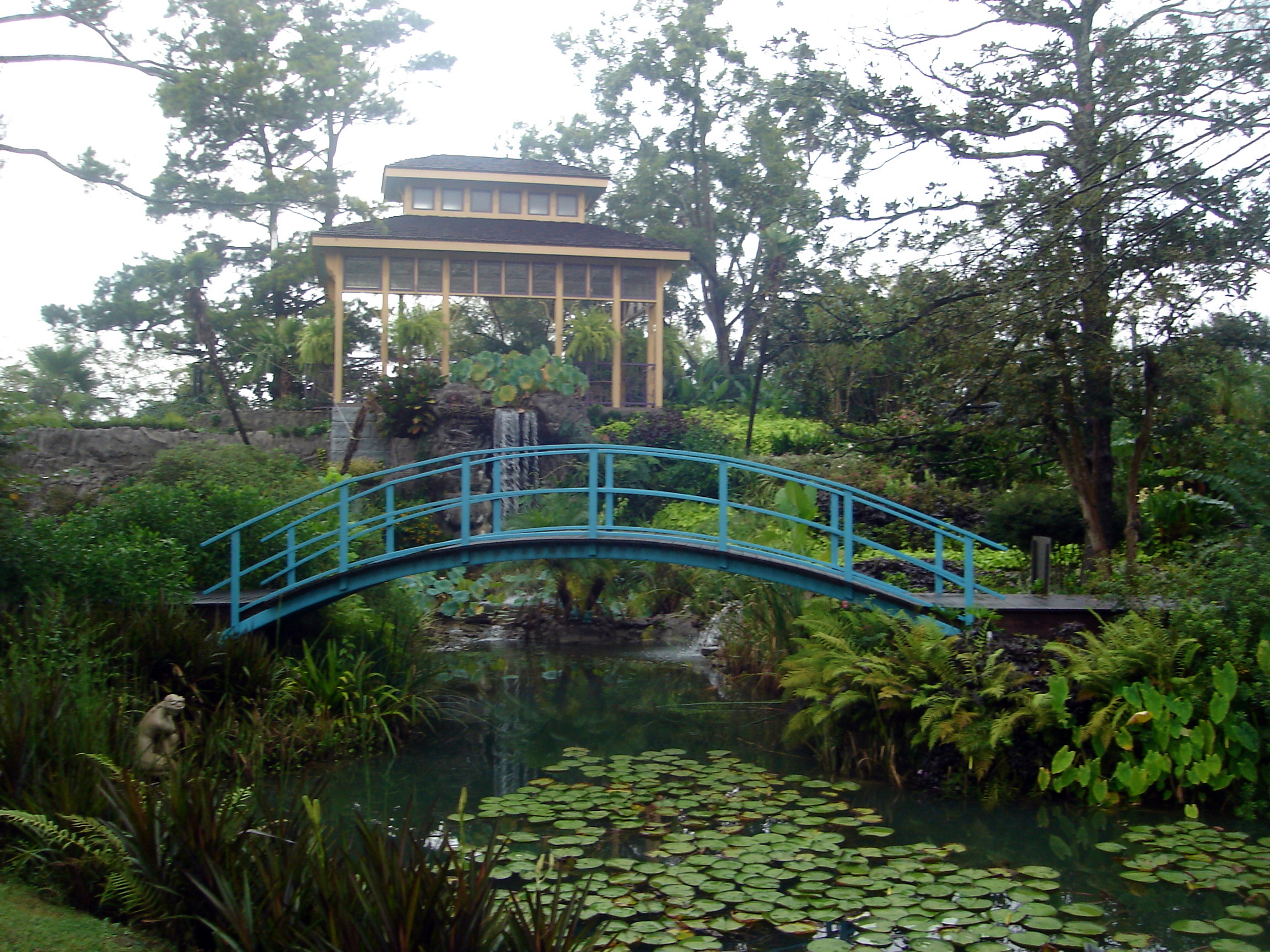
Teile des Parks mit Teich
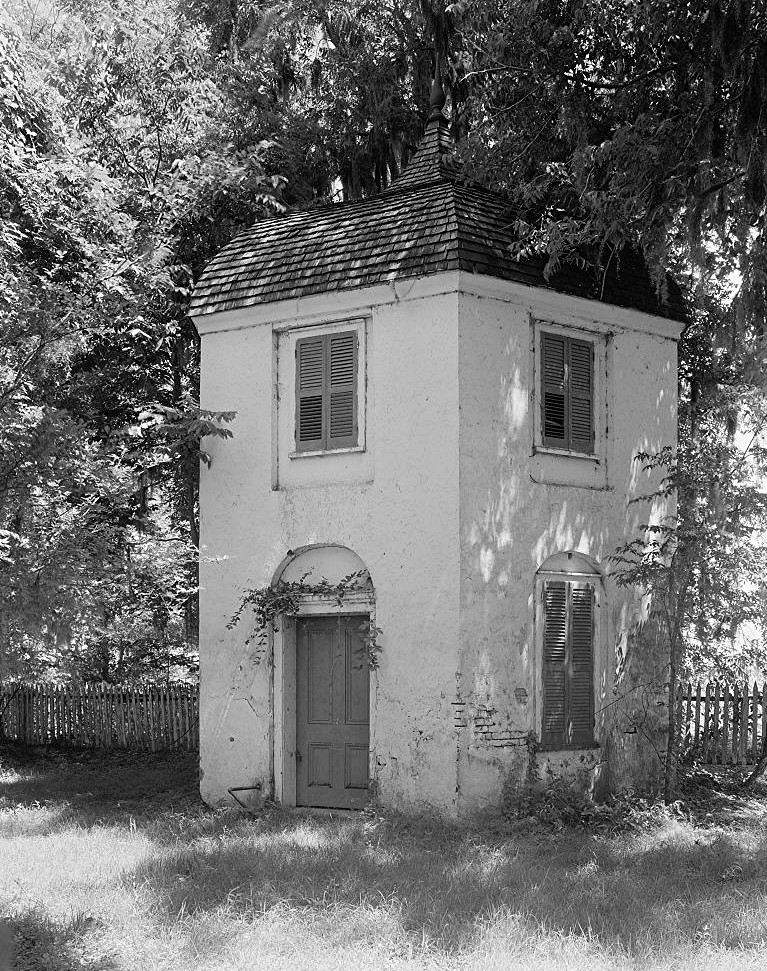
Garçonnière
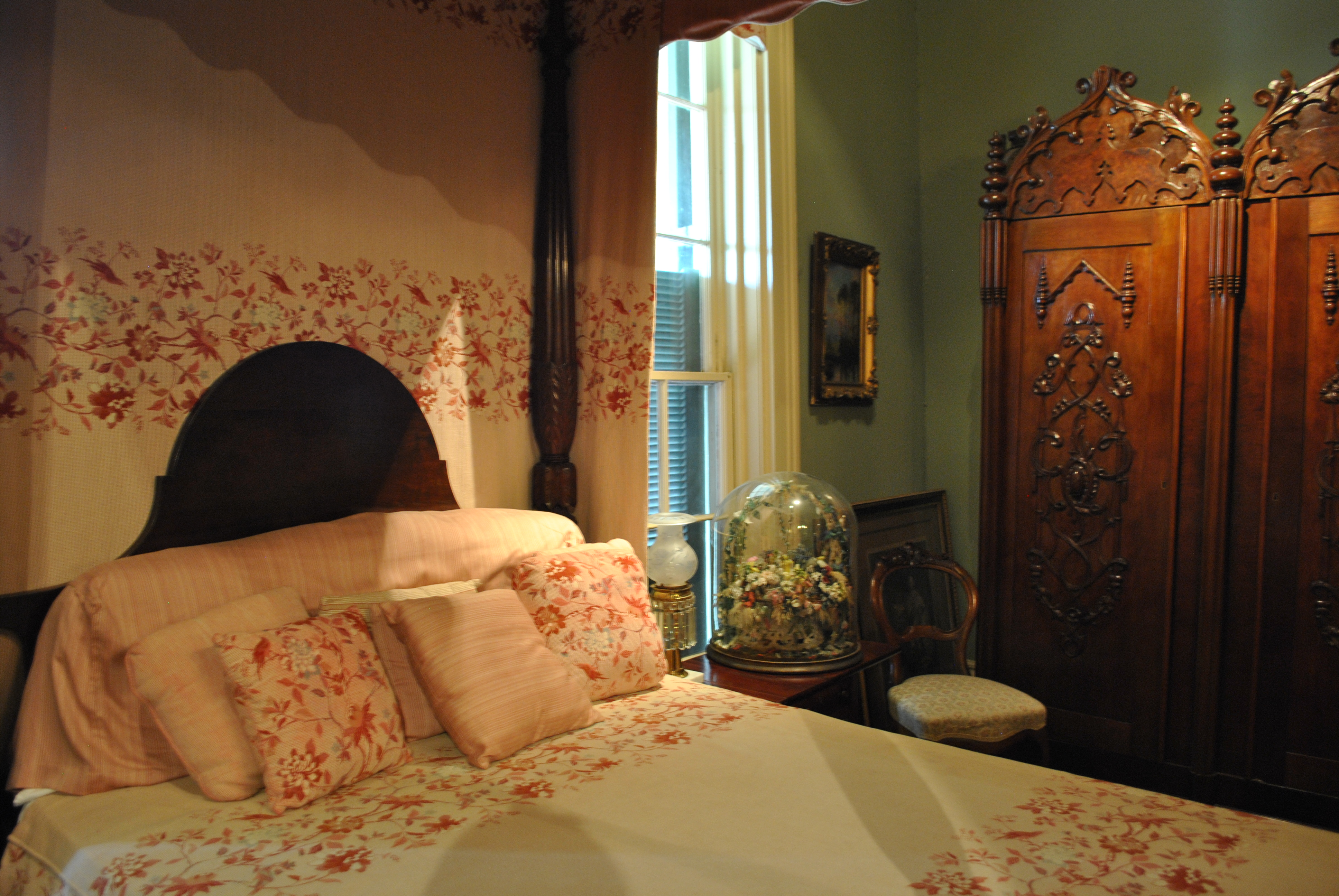
Von Bette Davis während des Drehs von Wiegenlied für eine Leiche genutztes Zimmer im Hauptgebäude

## Als Drehort
Internationale Bekanntheit erlangte The Houmas – allen voran das Hauptgebäude – als Drehort mehrerer Film- und Fernsehproduktionen. Am prominentesten war das Gebäude im 1964 erschienenen Psychothriller Wiegenlied für eine Leiche zu sehen, der ausschließlich auf The Houmas gedreht wurde. Hierbei waren auch die Darsteller im Hauptgebäude untergebracht.
Zu den weiteren Filmen, die vollständig oder in Teilen auf The Houmas gedreht wurden, gehören Mandingo, Fletch – Der Tausendsassa, Love, Wedding, Marriage – Ein Plan zum Verlieben und zuletzt 2018 Green Book – Eine besondere Freundschaft. Auch einzelne Folgen der Fernsehserien All My Children, K-Ville, Teile des Fernsehfilms Die Rache der Brautjungfern sowie eine Vielzahl von Werbespots entstanden auf dem Anwesen.